# بانوماهی‌ریخت‌تباران
بانوماهی‌ریخت‌تباران (نام علمی: Elopomorpha) نام یک فراراسته از رده پرتوبالگان است.
بانوماهی‌ریخت‌تباران گروهی از ماهی‌های پیوسته‌استخوان هستند که اعضای آن سنتاً بدین گونه دسته‌بندی شده‌اند:
- بانوماهی‌سانان
  - بانوماهیان
  - بزرگ‌ماهی
- استخوان‌ماهی‌سانان
  - استخوان‌ماهی‌سانان
- پشت‌خاره‌سانان
  - مارمولک‌ماهی
  - پشت‌خاره‌های ژرفزی
- مارماهی‌سانان
  - مارماهی
  - مارماهی‌سانان
  - مارماهی‌سانان
  - مارماهی بی‌رحم
- مارماهی‌سانان پلیکانی
  - مارماهی پاشلکی دم‌بریده
  - گلوکیسه‌ای
  - مارماهی پلیکانی
  - تک‌آراواره
- خاجی‌آرواره‌سانان(†)